# Абакумов, Степан Михайлович
Степа́н Миха́йлович Абаку́мов (род. ок. 1815? — ум. 1865) — сибирский казак, военачальник; исследователь Семиречья, естествоиспытатель, член-корреспондент Московского общества испытателей природы.

## Биография
Потомственный сибирский казак. Воспитанник Омского войскового казачьего училища. В начале 1840-х годов состоял в должности начальника Семипалатинской бригадной школы Сибирского Линейного Казачьего Войска. Командовал 9-м полком Сибирского линейного казачьего войска, принимал участие в принуждении к миру казахского хана Кенесары. В 1848—1854 годы исполнял обязанности пристава киргизов (казахов) Среднего жуза. Воинские звания: есаул — с 1847, подполковник — с 1854 года. Основатель семиреченской Капальской станицы (1847), одного из первых русских поселений в Семиреченском крае.
Выдающийся русский учёный Пётр Петрович Семёнов-Тян-Шанский, лично знавший Степана Абакумова, в своих воспоминаниях пишет: «Будучи ещё молодым казачьим офицером, Абакумов сопровождал высокоталантливого натуралиста, путешественника
Григория Карелина, когда тот в 1840 году совершал первые свои поездки в северной части Семиречья, в горах Семиреченского Алатау, и сделался под его руководством страстным охотником и натуралистом. Когда же Карелин обосновался в Семипалатинске и перестал выезжать куда бы то ни было, Абакумов, бывший его подручником во время его путешествия, поселился в только что основанном Копале и стал выезжать оттуда и в ущелья, и на вершины Семиреченского Алатау, и в Прибалхашские степи, собирая в неизведанной ещё стране орнитологический, энтомологический и ботанический материалы сначала для Карелина, а после его отъезда по его рекомендации вступил в сношения с заграничными натуралистами, которым и начал доставлять свои сборы. Не мало растений и животных было вновь открыто Абакумовым, и некоторые из них получили его имя, как, например один из весенних жуков-усачей или дровосеков (Dorcadion abacumovi)…».
В период с 1840 по 1851 годы Абакумов участвовал в ряде научно-исследовательских экспедиций, сопровождал русских путешественников по Восточному Семиречью:
- 1840-1841 — в двух экспедициях натуралиста, ботаника и естествоиспытателя Г. С. Карелина — в 1840-м по северной части Семиречья, а также в отроги хребта Тарбагатай; в 1841 — в Джунгарский Алатау — помогал собирать ориенталистский, энтомологический и ботанический научные материалы, в частности — во время этих экспедиций были собраны уникальные ботанические коллекции: охвачено до 1127 видов, собрано более 38000 экземпляров флоры;
- 1842-1843 — в двух экспедициях ботаника и путешественника А. И. Шренка, имевшего задание Санкт-Петербургского Ботанического сада по исследованию Восточного Семиречья и Джунгарии;
- 1849-1851 — в путешествиях русского географа-первопроходца и геологоразведчика А. Г. Влангали, участвовал в геологическом исследовании Семиречья (долин семи рек: Аягуз, Лепсы, Каратал, Или, Аксу, Биен, Коксу), в итоге при описании исследования был введён в научный оборот термин «Семиречье».

Под влиянием таких известных учёных как Карелин, Шренк и Влангали — казак Абакумов стал страстным охотником и натуралистом, собирателем научных коллекций. Будучи участником научных экспедиций, он приобрёл богатый опыт и научные знания в области ботаники, зоологии, а также геологии. На протяжении ряда лет, являясь членом-корреспондентом Императорского Московского общества испытателей природы, Степан Михайлович Абакумов регулярно посылал в Москву зоологические и ботанические коллекции, собранные им во время поездок по Семиречью. Во время своих экспедиций он открыл немало новых видов птиц, и других представителей фауны, редкие виды фауны, ранее неизученных и неизвестных научному сообществу.

## Память
- Его именем была названа станица Абакумовская (переименована в 1965 году, ныне посёлок Жансугуров Алматинской области Казахстана).
- Именем Абакумова названы один вид жук-усач или дровосек (Dorcadion abakumovi Thomson, 1864) и один из видов полыни.